# Aleš Švehlík
Aleš Švehlík es un deportista checo que compitió en atletismo adaptado. Ganó una medalla de bronce en los Juegos Paralímpicos de Sídney 2000 en la prueba de 5000 m (clase T38).

## Palmarés internacional
| Juegos Paralímpicos | Juegos Paralímpicos | Juegos Paralímpicos | Juegos Paralímpicos |
| Año                 | Lugar               | Medalla             | Prueba              |
| ------------------- | ------------------- | ------------------- | ------------------- |
| 2000                | Sídney (Australia)  | Medalla de bronce   | 5000 m T38          |